# Weitramsdorf
Weitramsdorf ist eine Gemeinde im oberfränkischen Landkreis Coburg.

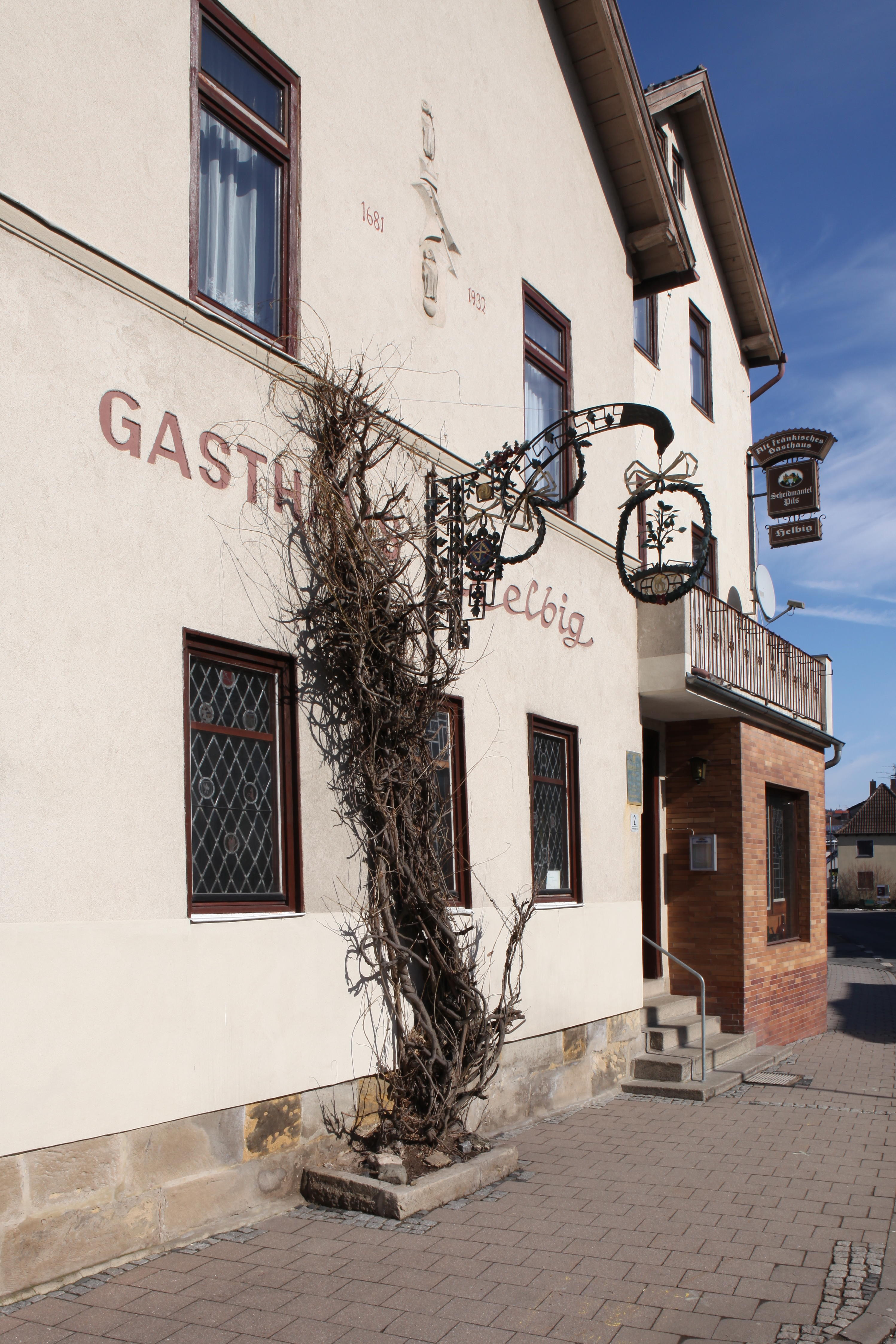
Gasthaus Helbig

## Geografie

### Lage
Weitramsdorf liegt etwa fünf Kilometer westlich von Coburg. Der Ort ist von Wäldern umgeben und liegt in einem Seitental der Rodach.

### Gemeindegliederung
Die Gemeinde hat acht Gemeindeteile (in Klammern ist der Siedlungstyp angegeben):
- Altenhof (Kirchdorf)
- Gersbach (Weiler)
- Hergramsdorf (Dorf)
- Neundorf (Pfarrdorf)
- Schlettach (Dorf)
- Tambach (Pfarrdorf)
- Weidach (Kirchdorf)
- Weitramsdorf (Pfarrdorf)

Außerdem gehört der Ort Weidach-Vogelherd, an den Coburger Stadtteil Scheuerfeld angrenzend, zu der Gemeinde.

## Geschichte

### Bis zum Wechsel nach Bayern
Weitramsdorf wurde erstmals 1177 urkundlich erwähnt. Als Teil des Coburger Landes gehörte die Siedlung im 13. Jahrhundert zur Landesherrschaft der Henneberger, die im 14. Jahrhundert auf die Wettiner überging. Bis 1920 war Weitramsdorf Teil von Sachsen-Coburg, anschließend kam es zum Freistaat Bayern.
Der Gemeindeteil Tambach wurde bereits 874 als „Tanbah“ erwähnt.

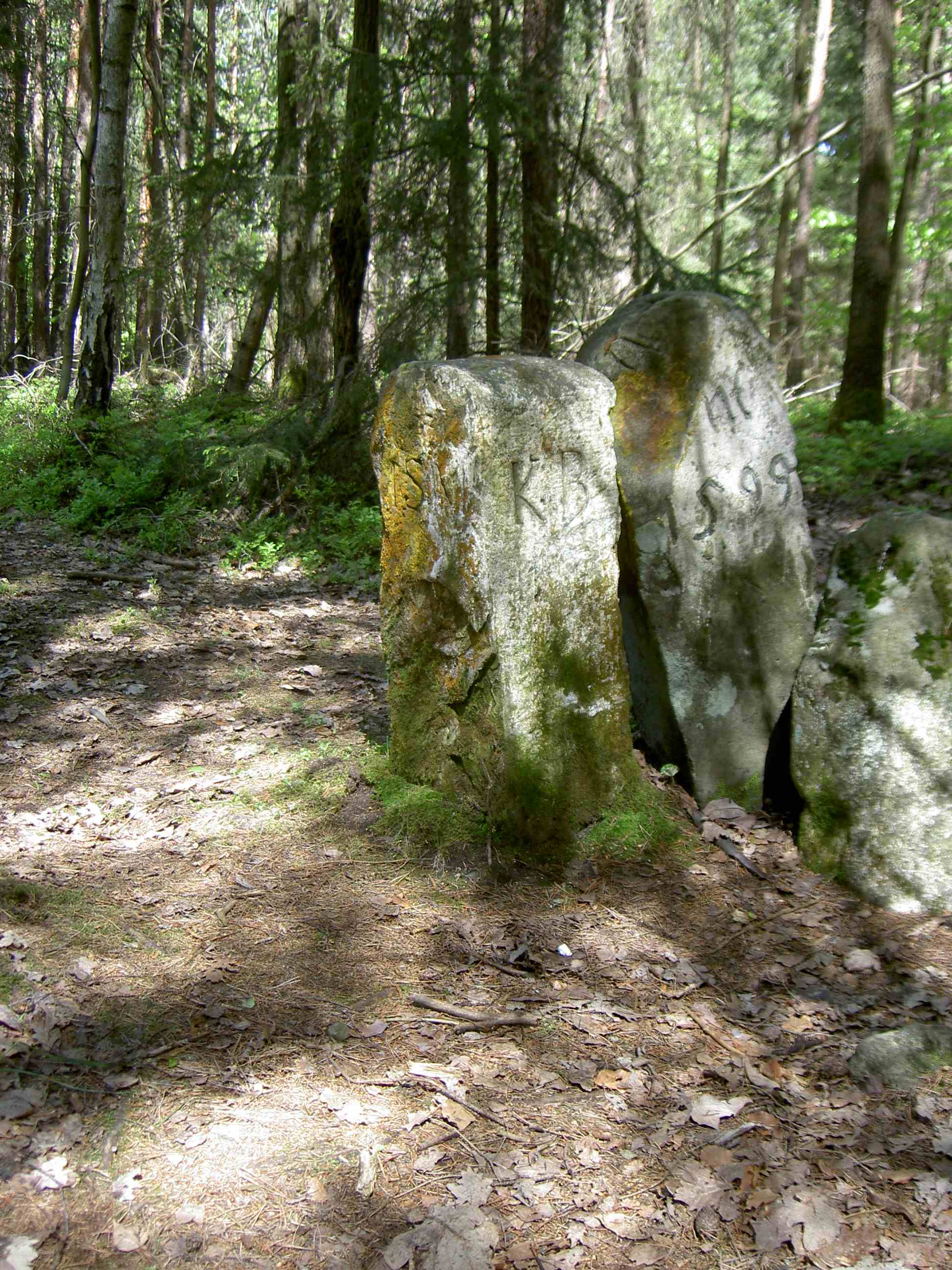
Grenzstein Dreiherrenstein (Königreich Bayern – Herzogtum Sachsen-Meiningen – Herzogtum Sachsen-Coburg) bei Weitramsdorf

### Eingemeindungen
Weitramsdorf, Schlettach und Gersbach bildeten ab 1869 eine Gemeinde. Am 1. Januar 1972 wurde Altenhof eingemeindet. Die Gemeinde Neundorf (vorher im Landkreis Staffelstein) kam am 1. Juli 1972 hinzu. Schließlich wurde Weidach am 1. Mai 1978 eingegliedert.

### Einwohnerentwicklung
Im Zeitraum 1988 bis 2018 wuchs die Gemeinde von 4444 auf 5031 um 587 Einwohner bzw. um 13,2 %. Am 31. Dezember 2006 hatte Weitramsdorf 5170 Einwohner.

## Politik

### Gemeinderat
Es gibt 20 Mitglieder des Gemeinderats. Dazu kommt der Erste Bürgermeister als Vorsitzender.
| Partei/Wählergruppe                 | Sitze |
| ----------------------------------- | ----- |
| Dorfgemeinschaft Neundorf (DGN)     | 5     |
| CSU                                 | 4     |
| Freie Wähler-Bürgerverein           | 3     |
| Freie Wähler                        | 3     |
| Überparteiliche Wählergruppe (ÜPWG) | 3     |
| SPD                                 | 2     |

(Stand: 2020)

### Bürgermeister
Bei der Stichwahl am 3. März 2024 wurde mit einer Mehrheit von fünf Stimmen Hans Steinfelder (CSU) zum neuen Ersten Bürgermeister gewählt. Seine Vorgänger waren:
- 1972–2002: Hermann Lankl (CSU)
- 2002–2014: Christian Gunsenheimer (Freie Wähler/Bürgerverein)
- 2014–2020: Wolfgang Bauersachs (Bürger für Bürger)
- 2020–2022: Andreas Carl (Dorfgemeinschaft Neundorf)
- 2022–2023: Christian Brettschneider (CSU)

### Wappen
|  | Blasonierung: „In Gold eine eingeschweifte gestürzte blaue Spitze, darin ein wachsender goldener Abtstab; vorne ein blauer Leuchter mit brennender Kerze, hinten ein grüner Nadelbaum.“ |
|  | |

## Kultur und Sehenswürdigkeiten
- St. Nikolaus in Weitramsdorf
- Mariä Geburt in Neundorf
- Mariä Schmerzen in Altenhof
- Schloss Tambach
- Wildpark Schloss Tambach
- Bayerischer Jagdfalkenhof

### Baudenkmäler

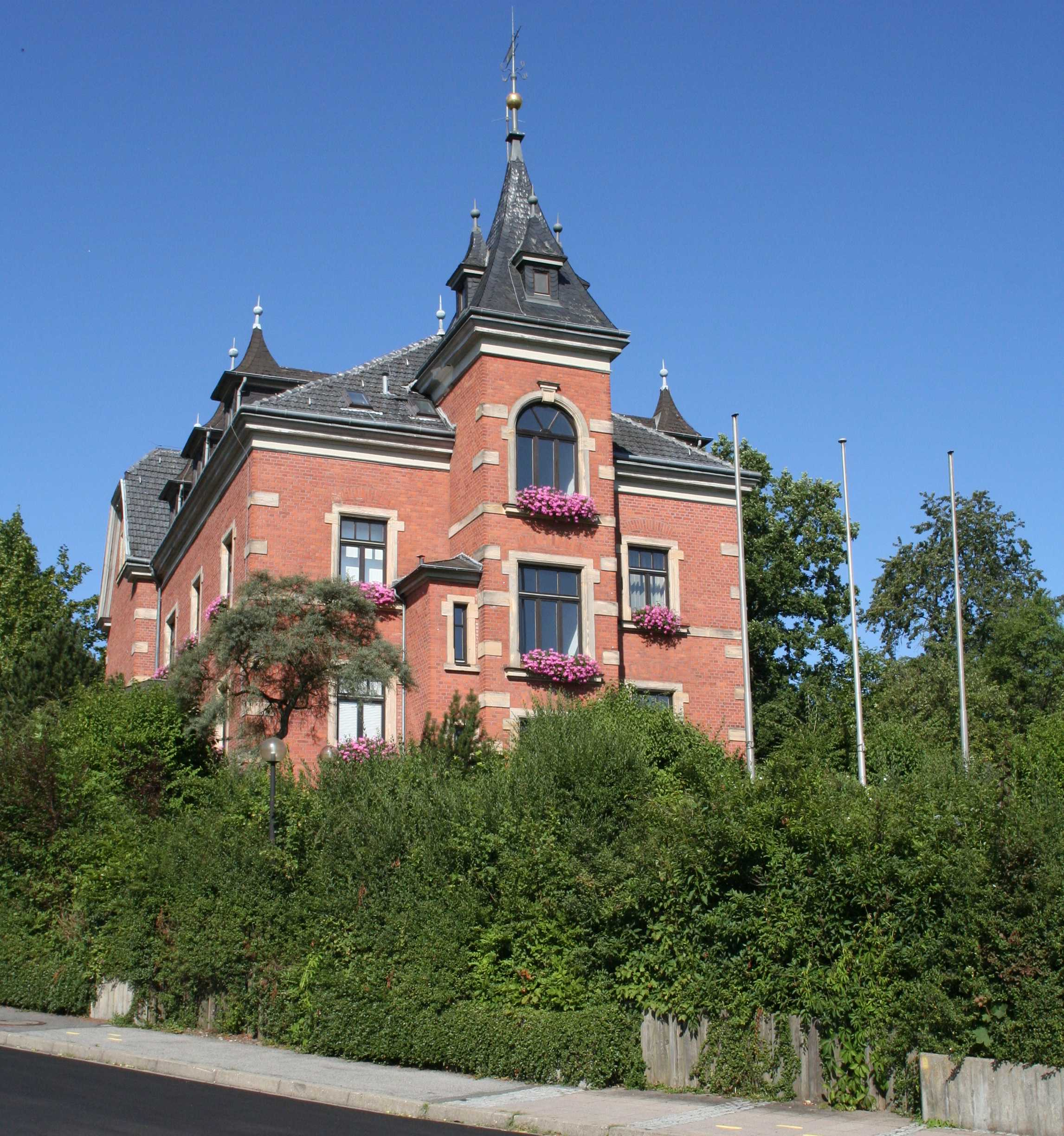
Rathaus in Weitramsdorf
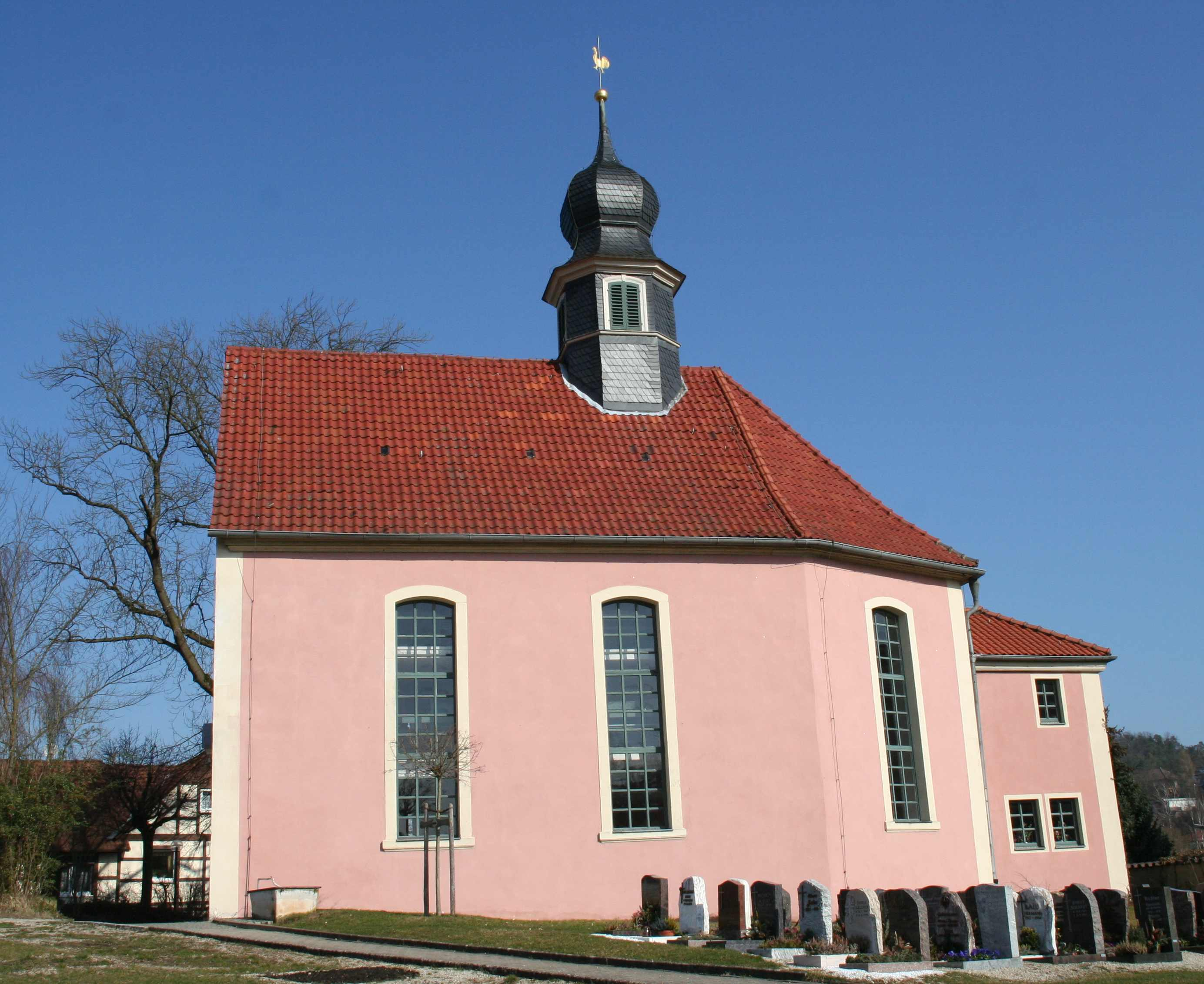
Evangelische Kirche St. Nikolaus in Weitramsdorf
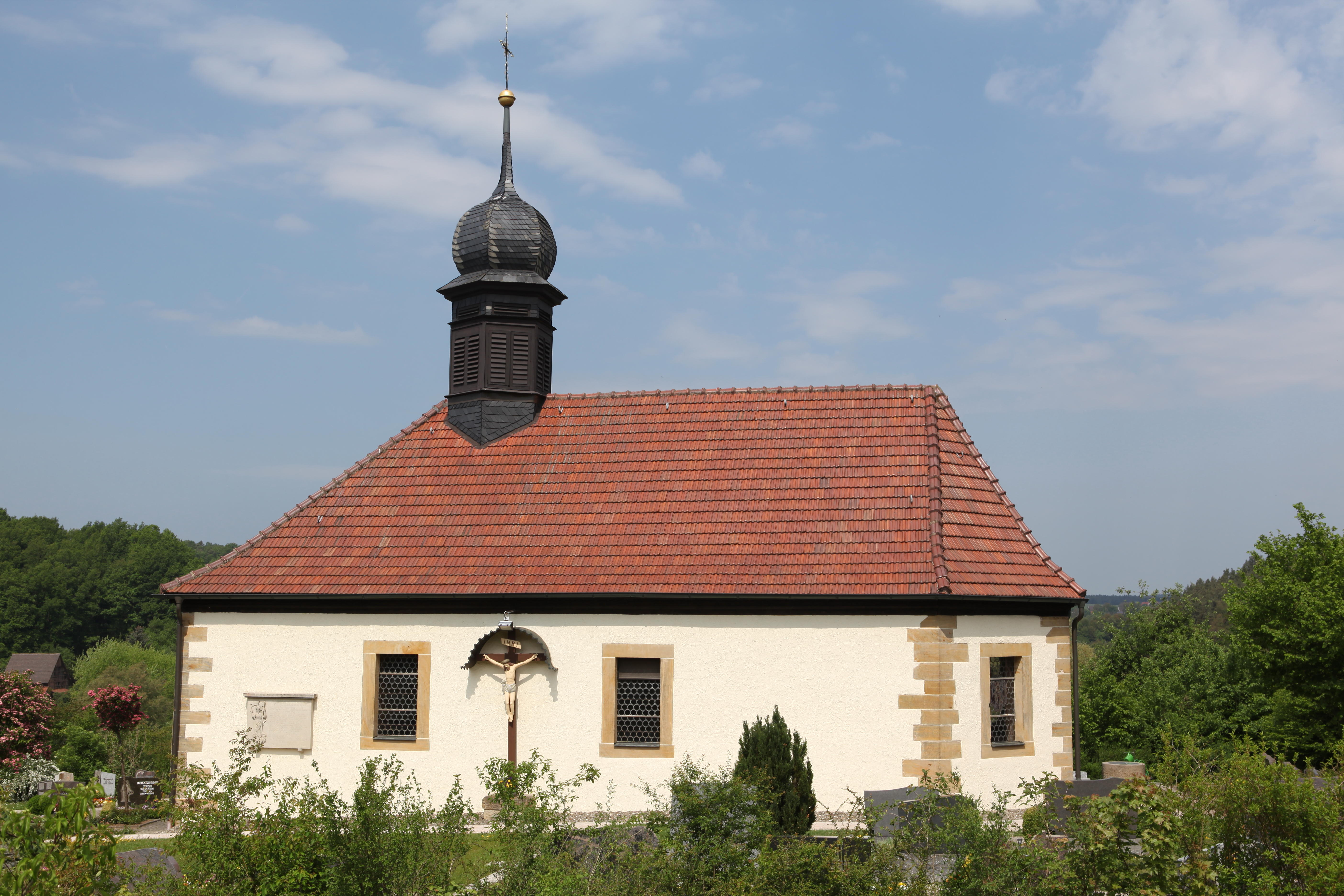
Katholische Kirche Mater dolorosa (Mariä Schmerzen) in Altenhof
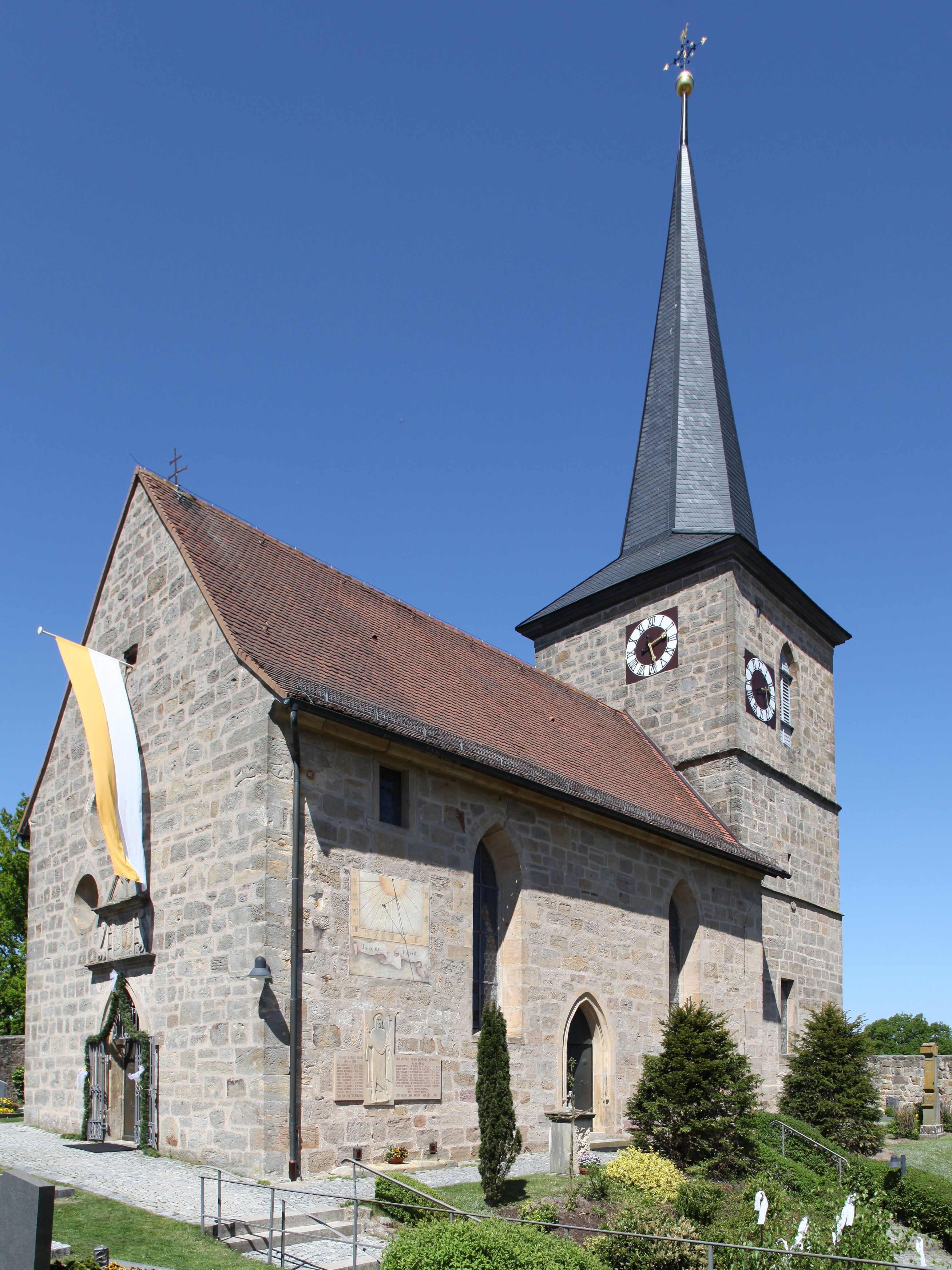
Katholische Pfarrkirche Mariä Geburt in Neundorf

## Wirtschaft
Die 1876 von Michael Albrecht gegründete und 1997 nach Insolvenz geschlossene Möbelfabrik Albrecht war zeitweise mit über 400 Arbeitnehmern der größte Arbeitgeber im Ort. Aus einer Schreinerei war ein Unternehmen hervorgegangen, das auf einem Areal von über 75.000 Quadratmetern Möbel und Inneneinrichtungen produzierte. Im Zweiten Weltkrieg wurden auch Lastensegler hergestellt. Daneben gab es die Möbelfabriken Hilmar Franz und Heinz Kräußlich. Insgesamt hatten die drei Betriebe in den 1960er, 1970er und 1980er Jahren weit über 700 Mitarbeiter.

## Verkehr
Von Weitramsdorf führen Straßen nach Seßlach, Coburg, Meeder, Bad Rodach und ins thüringische Ummerstadt.

## Dialekt
In Weitramsdorf wird das Itzgründische als Unterform des Mainfränkischen gesprochen.